# Max Jacob
Max Jacob (Quimper, Bretagne, 1876. július 12. – Drancyi gyűjtőtábor, ma Seine-Saint-Denis, Île-de-France régió, 1944. március 5.) francia író, költő, festő és kritikus. A párizsi iskola tagjainak baráti köréhez tartozott.

## Életpályája

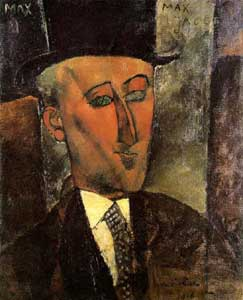
Max Jacob portréja (1916)
Modigliani festménye

A bretagne-i születésű Max Jacob felsőfokú tanulmányait Párizsban végezte, s innen indult művészeti karrierje. 1897-től a Voltaire sugárúton Pablo Picassóval lakott együtt, aki bemutatta őt Guillaume Apollinaire-nek, Apollinaire meg bemutatta Georges Braque festőnek. A baráti társasághoz tartozott még számos művész, köztük Jean Cocteau, Jean Hugo, Christopher Wood, Henri Matisse, Amedeo Modigliani, sőt a későbbi francia ellenállási mozgalom vezetője, Jean Moulin is.
1913-tól Céret-ben telepedett meg, Dél-Franciaországban a spanyol-katalán határ közelében, ekkor Juan Gris festő is itt élt, tájképeket festett. Max Jacob zsidó származású volt, 1915-ben katolizált, keresztelkedésének tanúja Pablo Picasso volt. 1921-26-ig, majd 1936-tól újra Saint-Benoît-sur-Loire-ban élt. A falu híres a Szent Benedek apátságról. Max Jacob 1936-tól szinte szerzetesi életet élt. 1944. február 24-én letartóztatta a Gestapo, a drancyi gyűjtőtáborba került, ahol két hét múlva meghalt a kimerültségtől. Barátai, Jean Cocteau, Jean Moulin már nem tudtak rajta segíteni, pedig mindent megtettek érte. 1949-ben Saint-Benoît-sur-Loire-ban temették el a falu temetőjébe, itteni egykori háza ma múzeum.

## Költészete
...

Ég veled folyó, hátadon fény szaladgál!

ég veled hegy! fehér út! eltűntök máris!

ti vagytok az én otthonom régóta már

és nem Párizs.

(Búcsúzó vers – Radnóti Miklós fordítása)
Tudatosan naiv költeményeket és prózaverseket írt, amelyekben a népköltészeti közvetlenséget barokkos témakezeléssel párosította. Az 1950-es években számos fiatal költőt ihletett Max Jacob stílusa és alkotói magatartása. Jelentősek a katalán irodalomból franciára átültetett műfordításai.

## Magyarul
- Örök újdonságok. Versek; vál., ford., utószó Lackfi János; PPKE BTK, Piliscsaba, 1998 (Hetedik pecsét könyvek)
- Néhány verset fordított tőle többek között Illyés Gyula, Radnóti Miklós, Vas István, Kormos István, Somlyó György